# احمد عالی
احمد عالی (زاده فروردین ۱۳۱۴ در تبریز) هنرمند، عکاس و نقاش اهل ایران و فارغ‌التحصیل هنرستان نقاشی کمال‌الملک در ۱۳۳۶ است.
آثار او در مجموعه‌ها و کلکسیون‌های خصوصی و عمومی متعددی همچون موزه بریتانیا و موزهٔ لاکما نگهداری می‌شود.

## نمایش‌های انفرادی
- نمایش خصوصی آثار در تبریز - شهریور ۱۳۳۵ (نمایشگاهِ نقاشی)
- تالار فرهنگ، تهران، ایران - اردیبهشت (۱۹۶۳) ۱۳۴۲(نمایشگاهِ عکاسی)
- تالار قندریز، تهران، ایران - اردیبهشت (۱۹۶۵) ۱۳۴۴(نمایشگاهِ عکاسی)
- گالری بورگِز، تهران، ایران - اردیبهشت (۱۹۶۸) ۱۳۴۶(نمایشگاهِ عکاسی)
- گالری سیحون، تهران، ایران - آبان - آذر ۱۳۴۷(نمایشگاهِ عکاسی)
- کلوپ فرانسه، تهران، ایران - آبان (۱۹۷۰) ۱۳۴۹(نمایشگاهِ عکاسی)
- نگارخانه برگ، تهران، ایران - خرداد (۱۹۹۷) ۱۳۷۶ " ۴۲ سال نگاه " مروری بر آثار عکاسی، نقاشی و گرافیک از ۱۳۳۳ تا ۱۳۷۵
- نگارخانه آریا، تهران، ایران - مهر - آبان (۲۰۰۸) ۱۳۸۷ " مناظر شهری به روایت احمد عالی " (نمایشگاهِ عکاسی)
- نگارخانه ماه مهر، تهران، ایران - مهر (۲۰۱۰) ۱۳۸۹ (نمایشگاهِ عکاسی همراه با رونمایی کتاب " عالی")
- نگارخانه آران، تهران، ایران - بهمن ۱۳۹۱ " بازیافت " (نمایشگاهِ نقاشی)
- نگارخانه امکان، تهران، ایران - آذر ۱۳۹۵ " خودنگاره‌های احمد عالی با G11 " (نمایشگاهِ عکاسی)
- گالری طراحان آزاد - فروردین و اردیبهشت ۱۳۹۷ "بازیافت (۲)" (نمایشگاه عکاسی)

## منتخب نمایشگاه‌های گروهی در خارج از ایران
- “ ART 77 “ Washington, USA مه ۱۹۷۷ - photograph
- La photographie Iranienne, Paris, France oct.2011 “Un regard sur la cre’ation contemporaine en Iran “ (photograph)
- “ Iran Modern “ Asia Society Museum, Yale University, New York, sep.6.2013 - jan.5.2014 (photograph - painting)

## سوابق تدریس
احمد عالی در سالهای پیش از انقلاب در مدرسه عالی صدا و سیما و همچنین دانشکده صدا و سیما به تدریس هنر عکاسی پرداخته است.
- مدرسه عالی تلویزیون و سینما، تهران، ایران از ۱۳۴۹ تا ۱۳۵۲
- دانشکده صدا و سیما، تهران، ایران از ۱۳۵۷ تا ۱۳۵۹
- برگزاری چند برنامه تلویزیونی در ارتباط با نقد و بررسی عکس و عکاسی تا سال ۱۳۵۶

## تالیفات
دو کتاب از مجموعهٔ آثار هنرمند در ایران به چاپ رسیده است.
- کتاب " عالی " گزیده آثار نقاشی و عکاسی از ۱۳۴۰ تا ۱۳۸۸، نشر نظر، چاپ اول: ۱۳۸۹
- کتاب " جنابِ عالی " گزیده‌ای از نقاشی‌ها و عکس‌های احمد عالی از ۱۳۳۲ تا ۱۳۹۳، نشر نظر، چاپ اول: ۱۳۹۵

## منتشر شده دربارهٔ هنرمند

### در کتاب‌ها و نشریات غیر فارسی‌زبان
- IRAN MODERN, Fereshteh Daftari, Asia Society Museum, in association with Yale University Press, New Haven and London, 2014 New York, USA
- A new “ vision “: Early works of Ahmad Aali and the Emergence of Fin Art photography in Iran (1960s - 1970s)Elahe Helbig, Published with the support of the Swiss Academy of Humanities and Social Sciences 2016. Volume 70 - Socie’te’ Suisse - Asie

### مطالب چاپ شده در مطبوعات قبل از انقلاب
- مجله خوشه / ۴ اردیبهشت ۱۳۴۵
- روزنامه کیهان اینترنشنال / اول مه ۱۹۶۷ نوشته: کریم امامی
- ژورنال دو تهران / چهارم مه ۱۹۶۷ نوشته: Nicole Van de Ven
- تهران ژورنال / شماره ۴۲۱۸ — ۱۳۴۷/۸/۲۲
- ژورنال دو تهران / شماره ۹۹۴۵ — ۱۳۴۷/۸/۲۸ نوشته: Nicole Van de Ven
- روزنامه اطلاعات / شنبه ۲ آذر ۱۳۴۷
- مجله بامشاد / آبان - آذر ۱۳۴۷
- ژورنال دو تهران / ۱۳۴۸/۱۰/۱۳ نوشته: صفا حائری
- مجله تماشا / شماره مخصوص نوروز ۱۳۵۱
- مجله تصویر / ۱۶ بهمن ۱۳۵۱
- مجله دنیای جدید / شماره ۳۷۳
- مجله امید ایران / شماره ۷۹۹
- •مجله تصویر / شماره ۹ — نوروز ۱۳۵۲
- مجله تصویر / ۱۹ فروردین ۱۳۵۳
- روزنامه آیندگان / ۱۳ بهمن ۱۳۵۵
- روزنامه آیندگان / ۲۵ بهمن ۱۳۵۵
- روزنامه آیندگان / ۱۷ اردیبهشت ۱۳۵۶

### مطالب چاپ شده در مطبوعات پس از انقلاب
- مجله عکس / شماره ۱۱ - اسفند ۱۳۶۹ (مصاحبه)
- مجله کِلک / شماره ۸۳–۸۰ آبان - بهمن ۱۳۷۵ (مصاحبه)
- روزنامه همشهری / شماره ۱۲۸۱ — ۲۷ خرداد ۱۳۷۶
- مجله مهر / ۲۷ خرداد ۱۳۷۶
- روزنامه سلام / شماره ۱۷۴۸ — ۲۹ خرداد ۱۳۷۶
- روزنامه اخبار اقتصادی / شماره ۵۷۷ — تیر ۱۳۷۶
- روزنامه اخبار / شماره ۵۹۸ — ۱۴ مرداد ۱۳۷۶
- هفته نامه روز هفتم / شماره ۱۳۰ — ۲۴ مرداد ۱۳۷۶
- روزنامه ایران / شماره ۳۰۸۰
- ماهنامه زمان / شماره ۱۷ — شهریور ۱۳۷۶
- مجله معیار / شماره ۲۱ — دی ۱۳۷۶
- نشریه هنرهای تجسمی / شماره ۷ — مهر ۱۳۷۷
- نشریه حرفه: هنرمند / شماره ۳ — ۱۳۸۱
- دو هفته نامه تندیس / شماره ۸۳ — مهر ۱۳۸۵ (مصاحبه)
- روزنامه اعتماد / ۹ آبان ۱۳۸۷
- نشریه حرفه: هنرمند / شماره ۲۷ — ۱۳۸۷
- دو هفته نامه تندیس / شماره ۱۸۴ — مهر ۱۳۸۹

پایان‌نامه‌های مرتبط با هنرمند
- فرهاد رنجبران-(کارشناسی عکاسی): "بررسی زندگی و آثار استاد احمد عالی"، دانشگاه آزاد، دانشکده هنر و معماری ۱۳۷۷–۱۳۷۶
- م. فریبرز-(کارشناسی عکاسی): " تاریخ تحول استفاده از شیوه‌های فتومونتاژ و فتوکلاژ "، دانشگاه آزاد، واحد تهران مرکزی، ۱۳۸۰–۱۳۷۹
- فائقه شکوه نیکویی (آنیتا)-(کارشناسی عکاسی): "مروری بر عکاسی خلاق ایران دهه‌های ۴۰ و ۵۰ "، دانشگاه تهران، دانشکده هنرهای زیبا ۱۳۸۲
- مریم کمار-(کارشناسی ارشد عکاسی): "بررسی نشانه شناختی مناظر شهری تهران در آثار احمد عالی و نصرالله کسراییان "، دانشگاه تهران، پردیس هنرهای زیبا ۱۳۹۰

## نظریه‌پرداز عکاسی
احمد عالی از اولین عکاسانِ ایرانی است که عکاسی را به عنوان هنر به جامعه هنرهای تجسمی ایران معرفی کرد. تا پیش از او عکاسی ماهیت غیر هنری در ایران داشت و محدود به مستند نگاری، عکاسی آتلیه ای و عکاسی تبلیغاتی بود. او در طی سالهای فعالیت خود نظریات خود در باب عکاسی را بارها در مصاحبه‌ها و کتابهایش عنوان کرده است که خلاصه ای از این نگاه و نظریه‌ها چنین است:
"[...]الان که آرشیو کارهای کرده‌ام را نگاه می‌کنم، گزینه‌هایی را اولویت می‌دهم که در کارهای "کرده و ناکردهٔ " امروزم ناخودآگاه شکل می‌گیرند و تاریخ و زمانِ گذران، وصل می‌شود به زمان حال. دغدغه من در ساختن یک تصویر یا یک عکس، نشان دادن زمان ایستا، در دراز مدت است. معنا و مفهومی که پایدار و ماندگار می‌شود _ فکر می‌کنم به یقین رساندن این مفهوم در مراجعه به بایگانی کارهای انجام داده‌ام میسر باشد، چرا که نه؟
این عمل با وضعیت جسمی کنونی ام هم بیشتر سازگار است. شاید هم در جهت "راکد " نماندن، نوعی بازی با تصویر باشد یا " زنگ تفریح " که در خروجی آن به تعاریف و مفاهیم تازه تری رسیده باشم.
به خودم می‌گویم اگر هشیار باشی می‌توانی گذشته و حال را چنان کنار هم قرار دهی که دیروزها، حضور پُر رنگتر از امروز داشته باشد !"
"[...] دیدن و پیداکردن جزئیات یکی از دلمشغولی‌های من بوده و هست_ از این طریق خیلی آسان به کلیات رسیده‌ام. در بازنمائی آنچه را که دیده و انتخاب کرده‌ام در جائی لازم بوده دقت در نشان دادن جزئیات حتی بیشتر از واقعیتِ عینی را در نظر بگیرم اینرا " خودخواسته و خودآگاه " در ساختن تصویر؛ نقاشی یا عکاسی به کار گرفته‌ام و این به آن معنا نبوده، هر چه را که دیده‌ام عیناً بازسازی کنم _ دخالت هائی را جائز دیده‌ام. تأکید و محوریت و نقطه عطف را درنظر گرفته‌ام این عمل در نقاشی‌هایم آسان صورت گرفته در عکاسی ام کمی مشکلتر بوده. داخل پرانتز بگویم؛ (اصولاً حل مشکل همواره دلخواه من بوده) در نقاشی می‌شود صورت مسئله را به راحتی تغییر داد امّا در عکاسی این امکان به آسانی میسر نیست، دقت در انتخاب صحنه در کادری معین با ترکیب و فرم هماهنگ با معنا و محتوای تصویر، دقت و حوصلهٔ زیادی لازم دارد _ که باید آنرا هزینه کرد _ اساس کارهای تصویری من بدین منوال ساخته شده"
"من، معتاد به مکاشفه در وسعت عمل عکاسی " به عنوان یک رسانه و یک مدیوم که گستردگی و عمل کرد آنرا در بیان واقعیت‌های دگرگون شده نشان می‌دهد، هستم " بدین عبارت توان عکاسی را در نگرش به موضوع‌های ناگفته و نادیده را حتی المقدور در نظر گرفته‌ام. در این کشف و شهود هرگز فرم و ترکیب را جدا از محتوا ندانسته و از ارزش‌های مبانی هنرهای تصویری، در خروجی کارهایم بهره فراوان برده و مقدم بر همهٔ ارزش‌های تصویری، زیبائی شناختی را در اولویت قرار داده"
"[...] ببینید هر عکسی که گرفته می‌شود تعلق به گذشته پیدا می‌کند. این عکس گذشته را در زمان و مکانی معین ثابت و ماندگار می‌سازد و این خاصیت، در طبیعت چیزی ست به نام عکاسی که نباید از آن غافل شد _ نگاه کنید به عکس‌های خبری، گزارشی، تمام عکس‌های مستند اجتماعی، تحقیقاتی، آزمایشگاهی، یادگاری و … که زمانِ گذشته در آنها معیاری است برای اطلاع رسانی، نتیجه‌گیری، یادآوری و تجدید خاطره و … ثبت همهٔ این مستندات با درنظرگرفتن زمانِ حال و گذشته صورت می‌گیرد، الگو و شاخصی می‌شود برای مقایسهٔ نهائی و به اصطلاح امروزی " خروجی مسئله " که بار کاربردی آن در این مقوله تعیین‌کننده و بسیار کارآمد است. شکی در آن نیست که بدنه اصلی عکاسی و کار عکاسان در ژانرهای گوناگون را این نوع کار استحکام بخشیده. 
من در کارهای غیر کاربردی ام همواره سعی کرده‌ام زمان را ساکن و ایستا نبینم، به همین دلیل از مستندکاری دوری جسته‌ام. برای اینکه توجه مخاطبِ کارهایم را جلب کنم با چیزهای آشنا و روزمرهٔ آنها سرو کله زده‌ام و در رسیدن به یک انتزاع آرام آرام وارد معرکه شان کرده‌ام و این یک‌وقتی در کوتاه مدت، وقتی هم در دراز مدت تفهیم شده."
"[...] اوایل کار عکاسی ام در دیدگاه باز و کلی، جزئیاتی را می‌دیدم که به کلیت موضوع مربوط بود یا آنرا تکمیل و کمال می‌بخشید " توجه کردن به حاشیه اتفاقات یا موضوع را می‌گویم " در این رابطه به فضاهای جدیدی می‌رسیدم با جذابیت بیشتر از اصل موضوع، حالا اسمش عکاسی واقع گرایانه، مستندنگاری یا کُپی برداری دقیق از واقعیت است یا نه، نمی‌دانم (خودم اسمی برای این کارها ندارم).
برای نشان دادن آنچه را که انتخاب کرده‌ام لازم دیده‌ام دخالت‌هایی در عینیت آنها کرده باشم که از مستندنگاری دور باشد. گو اینکه نتیجه کار فیزیکی، مکانیکی و شیمیایی رسانه ای به نام عکاسی بی برو بَرگَرد مستندنگاری است. شما از هر چیزی که رویت می‌شود بخواهید عکس بگیرید، لحظه ای از زمانِ در حال گذران را در کادری معین، متوقف کرده‌اید و تصویر بدست آمده، عکسی است مستند و عنوان دیگری هم نمی‌شود به آن تحمیل کرد حتی اگر این خروجی بدست آمده؛
سفید یا سیاه محض باشد در همان کادرِ معین. زمانِ در حال گذران و حرکت نامرئی آن برایم مسئله ای بود که در شروع کارم پیگیر آن شدم و در کنارهم گذاشتن چند تصویر در تداوم آنها به ارتباط ذهنی ای رسیدم با معنا و مفهومی دیگر در زمان و مکانی متغیر _ با تداوم، حرکت ذهنی و تصورِ مجازی _ در اینجا بود دریافتم که ذهن و تصور هم می‌تواند حرکت را تداعی کند و می‌توان با تمهیدات در انتخاب‌هایمان، خروجی و بازیافت را بر اساس مستندنگاری ی رازگونه و مستحیل نشان داد"
"[...] در ویژگی‌های ذاتی عکاسی در دو مرحله عمل چیدن صورت می‌گیرد. دفعه اول انتخاب کردن و جدا کردن تکه هائی از آنچه رویت می‌شود. نوبت بعدی پردازش و عینیت بخشیدن به عناصر به دست آمده از نوبت اول است که به صورت تصویر درآمده _ وقتی که ما بخواهیم چند تا از این تصاویر را
کنار هم قرار دهیم، عمل چیدمان را انجام داده‌ایم که نمونه هائی در تاریخ عکاسی با نام گذاری فتومونتاژ، فتوکلاژ و … مطرح شده است. در این کارها معنابخشیدن به محتوا و همآهنگی فرم و ترکیب، باعث خلق کارهای ماندگاری در رسانه عکاسی شده که قابل تأمل است. 
هرگز نتوانستم از این امکان چشم بپوشم و از این طریق با زبان عکاسی به عنوان هنر آشنا شدم. زبانی جهان شمول که الفبای آن احساس، حدس و گمان برای فرد فرد مردم جهان از طریق دیدن و تعمق کردن است."